# Big Bend (Wisconsin)
Big Bend – miasto w Stanach Zjednoczonych, w stanie Wisconsin, w hrabstwie Rusk.